# Бенц (Узедом)
Бенц (нім. Benz) — громада в Німеччині, розташована в землі Мекленбург-Передня Померанія. Входить до складу району Передня Померанія-Грайфсвальд. Складова частина об'єднання громад Узедом-Зюд.
Площа — 24,50 км2. Населення становить 1118 ос. (станом на 31 грудня 2020).

## Галерея

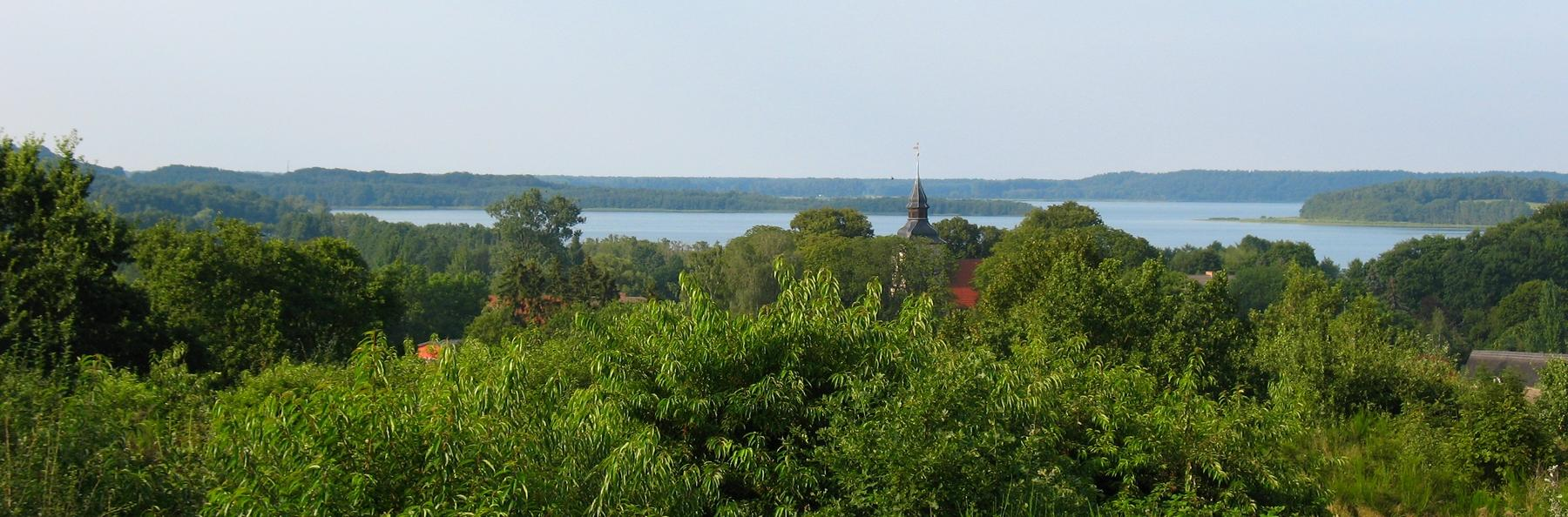
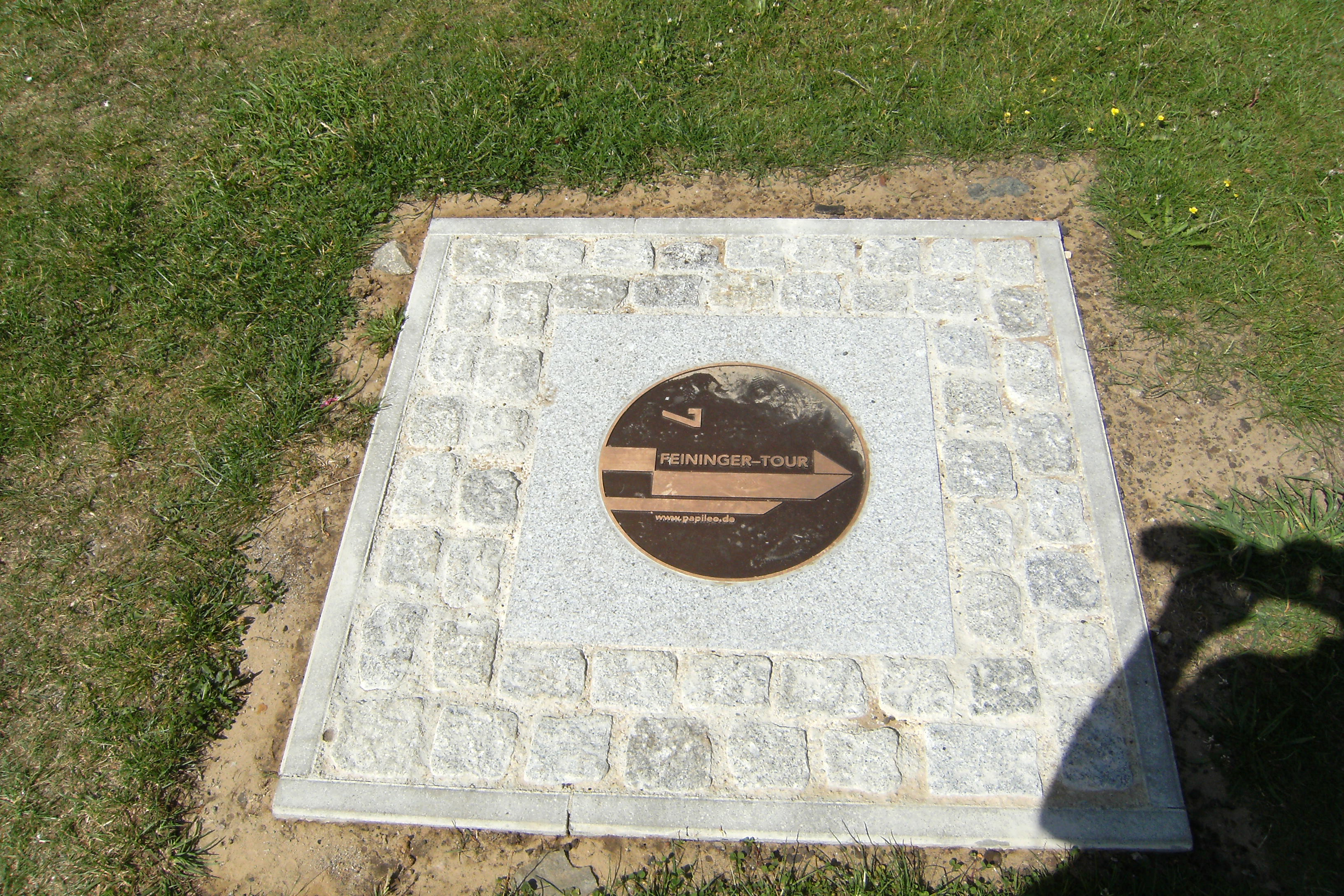
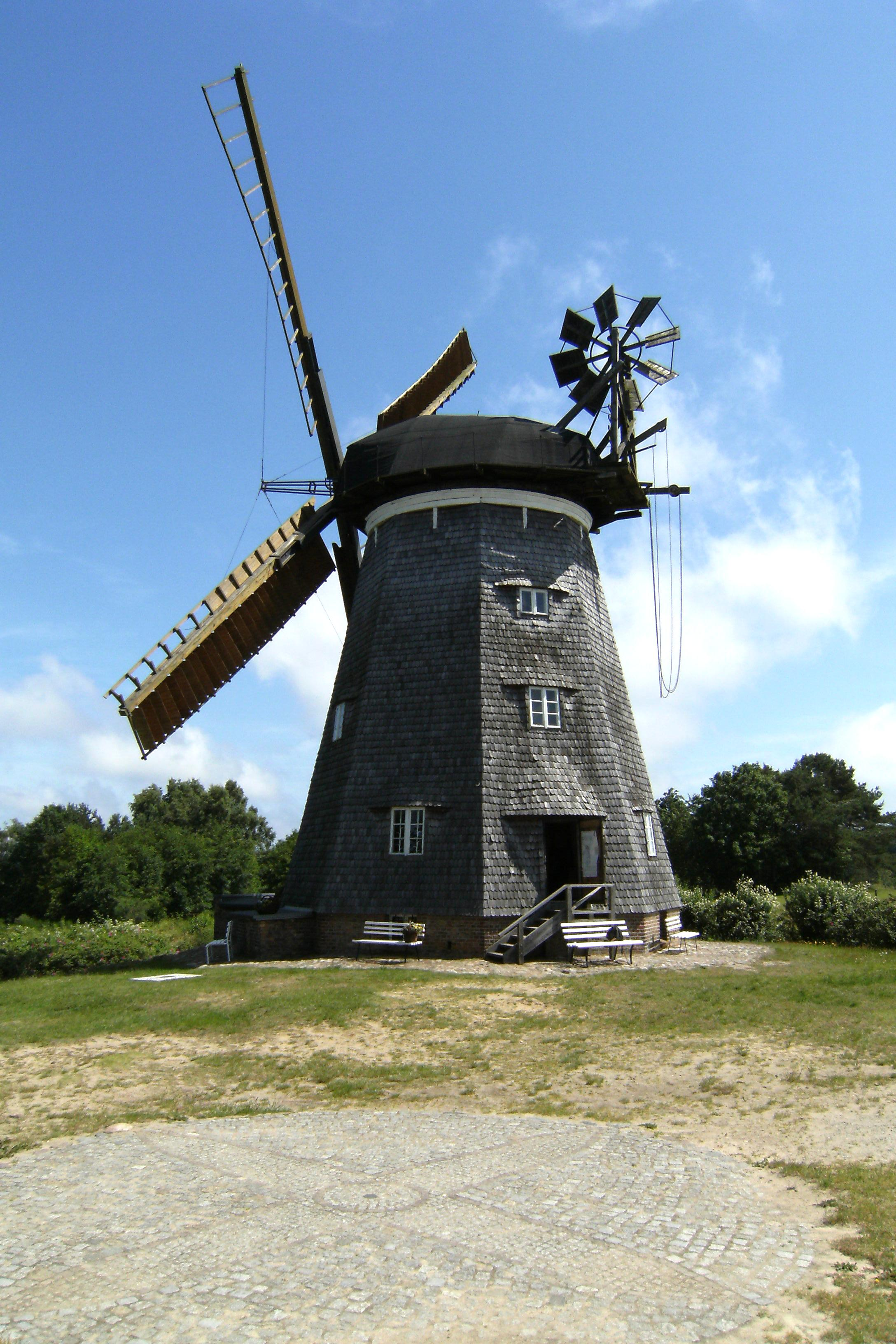